# Военная энциклопедия (СФРЮ)
Военная энциклопедия (серб. Војна енциклопедија, хорв. Vojna enciklopedija, словен. Vojna enciklopedija), ВЕ или VE) — крупнейшая военная энциклопедия в социалистической Югославии.

## Содержания изданий

### Первое
Издана в 11 томах под руководством Бошко Шилеговича и Войо Тодоровича. Первый том вышел в 1958 году, последний в 1969 году:
- 1: A-Borci. — 1958. — 800 с.
- 2: Borda-Enc. — 1959. — 800 с.
- 3: Ene-Istočno. — 1960. — 798 с.
- 4: Istorija-Krajina. — 1961. — 800 с.
- 5: Krajinski-Nadmoćnost. — 1962. — 800 с.
- 6: Nadvođe-Pirit. — 1964. — 784 с.
- 7: Pirkovič-Raketne. — 1965. — 797 с.
- 8: Raketni-Slunj. — 1966. — 814 с.
- 9: Slup-Teleskop. — 1967. — 792 с.
- 10: Telesno-Žužul. — 1967. — 857 с.
- 11: Indeks. — 1969

### Второе
Издана в 11 томах под руководством генерал-полковника Николы Газевича и генерал-майора Стево Маодуша. Первый том вышел в 1970 году, последний в 1976 году:
- 1: Abadan-Brčko. — 1970. — 798 с.
- 2: Brdo-Foa. — 1971. — 800 с.
- 3: Foča-Jajce. — 1972. — 800 с.
- 4: Jakac-Lafet. — 1972. — 800 с.
- 5: Lafos-Naukrat. — 1973. — 800 с.
- 6: Nauloh-Podvodni. — 1973. — 800 с.
- 7: Podvodno-Ratna mornarica. — 1974. — 795 с.
- 8: Ratna privreda-Spahije. — 1974. — 799 с.
- 9: Sparta-Tirana. — 1975. — 800 с.
- 10: Tirani-Žužul. — 1975. — 768 с.
- Indeks. — 1976. — 809 с.

### Второе (дополненное)
Исправленное и дополненное издание, выпущенное в 11 томах под руководством генерал-полковника Николы Газевича и генерал-майора Стево Маодуша в 1985 году:
- 1: Abadan — Brčko. — 1985. — 798 с.
- 2: Brdo — Foa. — 1985. — 800 с.
- 3: Foča — Jajce. — 1985. — 800 с.
- 4: Jakac — Lafet. — 1985. — 800 с.
- 5: Lafos — Naukrat. — 1985. — 800 с.
- 6: Nauloh — Podvodni. — 1985. — 800 с.
- 7: Podvodno — Ratna mornarica. — 1985. — 795 с.
- 8: Ratna privreda — Spahije. — 1985. — 799 с.
- 9: Sparta — Tirana. — 1985. — 800 с.
- 10: Tirani — Žužul. — 1985. — 768 с.
- Indeks. — 1985. — 809 с.